# 피터 와그너

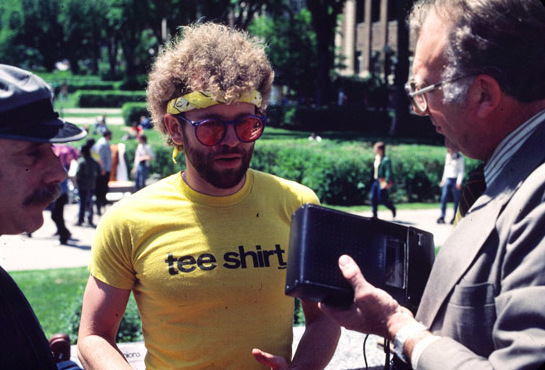
피터 와그너싀 모습.

피터 와그너(Pete Wagner, 1955년 1월 26일~ )는 미합중국 출신의 정치 만화가, 활동가, 작가, 풍자화가, 학자, 평론가, 예술가이다.
또한 피터 와그너는 청년국제당의 당원이자 이피 활동가이기도 하다.

## 저서
- 피터 와그너, "Buy This Book". A Charter Member of the Slandered Seventies Sticks up for the Me Generation, 1980.
- 피터 와그너, "Buy This Too". 1987.